# 13599 Lisbon
A 13599 Lisbon (ideiglenes jelöléssel (13599) 1994 PM21) a Naprendszer kisbolygóövében található aszteroida. Eric Walter Elst fedezte fel 1994. augusztus 12-én.